# Аугсбургский рейхстаг

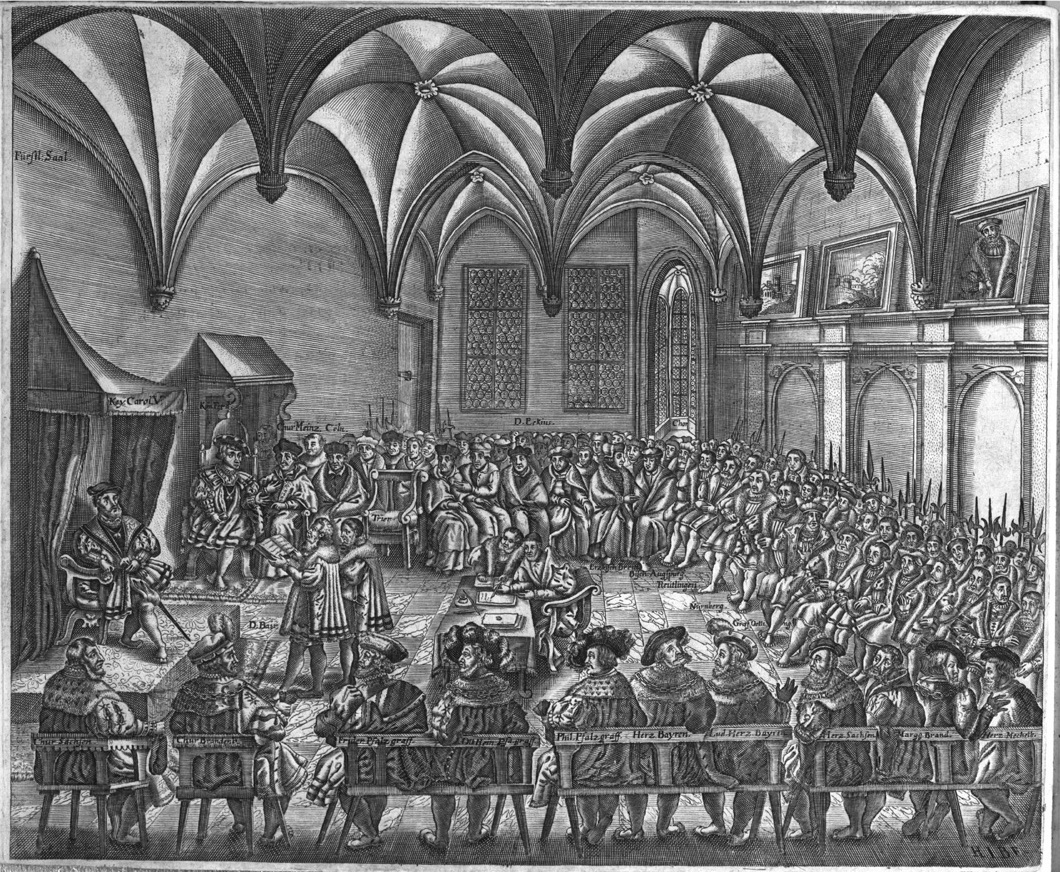
Аугсбургский рейхстаг

Аугсбургский рейхстаг — всесословное собрание Священной Римской империи, имевшее место в июне 1530 года. Созвано императором Карлом V в целях примирения католиков и протестантов перед лицом турецкой угрозы. Протестанты представили два исповедания: Аугсбургское и Тетраполитанское. Сейм не решил поставленных задач, что в дальнейшем привело к религиозным войнам.